# Bergia decumbens
Bergia decumbens är en slamkrypeväxtart som beskrevs av Jules Émile Planchon och William Henry Harvey. Bergia decumbens ingår i släktet Bergia och familjen slamkrypeväxter. Inga underarter finns listade i Catalogue of Life.